# Assirik
Il monte Assirik è la cima più alta dei monti Bassari, una catena montuosa dell'Africa occidentale situata entro i confini del parco nazionale del Niokolo-Koba, in Senegal, che raggiunge i 311 m.
Sulle pendici della montagna, a partire dagli anni settanta, sorge una struttura dello Chimpanzee Rehabilitation Project, un programma per la conservazione degli scimpanzé.